# جیمز ام. هاروی
جیمز ام. هاروی (به انگلیسی: James M. Harvey) سناتور سابق عضو حزب جمهوری‌خواه ایالات متحده آمریکا بود. وی در سال ۱۸۷۴ تا ۱۸۷۷ میلادی سناتور ایالت کانزاس در سنای ایالات متحده آمریکا بود.